# Alumma
Alumma (hebr.: אלומה) – wieś położona w samorządzie regionu Szafir, w Dystrykcie Południowym, w Izraelu.
Leży w północno-zachodniej części pustyni Negew w okolicach miasta Kirjat Gat.

## Historia
Wioskę założono w 1965.
Jednym z założycieli wsi, jeszcze jako wsi młodzieżowej Hazon Jechezkel, był rabin Szelomo Lorincz.